# Дюркгейм, Карлфрид
Карлфрид Дюркгейм (Дюркхайм), полностью Карл Фридрих Альфред Генрих Фердинанд Мария, граф Экбрехт фон Дюркгейм-Монмартен (нем. Karl Friedrich Alfred Heinrich Ferdinand Maria Graf Eckbrecht von Dürckheim-Montmartin; 24 октября 1896[…], Мюнхен — 28 декабря 1988[…], Тодтмос) — немецкий психолог, психотерапевт и философ. Дипломат нацистской Германии в Японской империи; буддийский мастер школы Риндзай-дзэн.
Известен как представитель трансперсональной психологии, исходивший из того, что трансперсональный и телесный опыты не являются антагонистами. Был сторонником синтеза психотехнических техник глубинной и гуманистической психологии, гештальттерапии, психодрамы, биоэнергетического анализа, физических занятий (айкидо, упражнений с луком).

## Биография
К. Дюркгейм родился в старинной баварской аристократической семье, потерявшей фамильное состояние из-за экономических неурядиц.
Он учился в средней школе в Кобленце и Веймаре, и досрочно закончил её, чтобы участвовать в Первой мировой войне. Во время войны он был зачислен офицером в Баварский полк королевской гвардии.
В 1919 году К. Дюркгейм вступил в ряды фрайкора и воевал против Баварской Советской республики под командованием популярного в Баварии фон Эппа.

### Образование
После этого К. Дюркгейм занялся изучением политэкономии, но затем перешёл к философии и психологии. В то же время он был активен как праворадикальный журналист. В эти годы он пережил трансперсональный опыт, который счёл Просветлением, во время чтения Дао Дэ Цзина.
В 1923 году он защитил докторскую диссертацию на тему «Формы опыта — предпосылки аналитической ситуационной психологии (Erlebnisformen — Ansätze zu einer analytischen Situationspsychologie)» в Кильском университете, и приступил к преподаванию в нём. В начале 1920-х он также заинтересовался религиоведением и психологией религии. Особое впечатление на него произвели работы религиоведов Рудольфа Отто и Фридриха Гейлера. Для его формирования как религиоведа было важно изучение идей Майстера Экхарта.

### Преподавание
С 1927 года К. Дюркгейм служил помощником Феликса Крюгера, основателя Второй лейпцигской школы психологии в Лейпцигском университете, где в 1930 году завершил докторантуру. С 1930 по 1932 годы он также преподавал психологию в Баухаусе в Дессау. В 1931 году он получил звание профессора во Вроцлавском педагогическом колледже, а годом позже в Берлине. Некоторое время он также преподавал в Высшей педагогической школе Киля. В эти годы он установил тесные контакты с Карлом Хаусхофером.

### Начало государственной службы
В 1933 году К. Дюркгейм подписал «Заявление профессоров о поддержке Гитлера» и закончил университетскую карьеру, перейдя на государственную службу. Он поступил в Министерство иностранных дел под начало И. Риббентропа (в то время посланника Гитлера в Великобритании). В 1935 году он лично познакомился с Гитлером, и позднее способствовал его встрече с лордом Бивербруком. В 1936 году он изучает настроения Великобритании относительно Германии, и встречается с Эдуардом VIII и Уинстоном Черчиллем.
Между тем спецслужбы нацистов занялись изучением родословных госслужащих. Среди фактов родословных, ранее неизвестных и удивительных для самих объектов изучения, выяснилось, что одна из его бабушек, Антония Шпрингер, была еврейкой, и более того, среди предков графа Дюркгейма обнаружились столь крупные фигуры, как Саломон Оппенгейм-младший и Майер Амшель Ротшильд. Нюрнбергские законы препятствовали дальнейшей карьере «Vierteljude» на переднем крае немецкой дипломатии, но вклад К. Дюркгейма в дипломатические успехи рейха не позволял просто уволить его. В результате Риббентроп придумал для графа индивидуальную дипломатическую миссию по изучению основ образования в Японии.

### Япония
В 1938 году К. Дюркгейм был послан в девятимесячную поездку в Японию в качестве представителя культуры рейха. В следующий раз он отправился в Японию в 1940 году и провёл там восемь лет. Одной из целей его пребывания руководство Министерства иностранных дел Германии считало изучение бусидо как идеологии и практики воспитания воинского духа.
В Японии он увлекся Догэном, изучал чайную церемонию, занимался медитацией и стрельбой из лука, активно встречался с японскими религиозными деятелями. В первые же свои годы в Японии он начинает активно издавать книги о японской культуре и дзэн-буддизме — эта тематика ярко представлена им и в книгах, которые он писал десятилетиями позже.
После войны Япония была оккупирована американской армией. К. Дюркгейм скрывался, но 30 октября 1945 года был арестован американскими оккупационными властями и заключён в тюрьму Сугамо, где провёл 16 месяцев. Впоследствии он с теплотой вспоминал это время, потому что мог не отвлекаясь заниматься практикой дзадзэн и готовить себя к духовному перерождению. В это время он посоветовал Альберту Станкарду обратиться к Д. Т. Судзуки, который жил недалеко от тюрьмы. Это вызвало наплыв посетителей к Д. Т. Судзуки, в числе его посетителей оказался Филип Капло, будущий автор «Трёх столпов дзэн». Таким образом Дюркгейм способствовал популяризации дзэн-буддизма в США.

### Шварцвальд
Вернувшись в Германию, в начале 1950-х он вместе с психологом Марией Гиппиус основал в Тодтмос-Рутте в Шварцвальде Центр экзистенциального и психологического формирования…, где совершенствовал свои методы психотерапии. В частности, он включил в терапевтические методы фехтование деревянным мечом и т. д.
Он принимал участие во множестве конференций и активно писал. Его книги получили большую популярность в Европе и издавались на ряде языков. К концу жизни он получил некоторое признание в США.